# Stevie Smith
Pour les articles homonymes, voir Smith.
Œuvres principales
Not waving but drowning
Stevie Smith, née le 20 septembre 1902 et décédée le 7 mars 1971 est une poétesse et romancière britannique.

## Biographie
Stevie Smith, Florence Margaret Smith de son vrai nom, est née à Hull. Elle est décédée en 1971 d’une tumeur au cerveau.
Elle a mené une vie relativement retirée. Si elle est principalement poète, elle est aussi l’auteur de trois romans et de plusieurs essais. Elle est également connue pour avoir illustré ses propres poèmes par des dessins.
Son père était agent maritime.  Quand Stevie Smith avait trois ans, elle a déménagé avec sa mère et sa sœur à Palmers Green, dans le nord de Londres, où elle vivrait jusqu'à sa mort en 1971. Plus tard, lorsque sa mère est tombée malade, sa tante Madge Spear (que Smith appelait «la tante du lion») est venue vivre avec elles, a élevé Smith et sa sœur aînée Molly et est devenue la personne la plus importante de la vie de Smith. Sa mère est morte quand Smith avait 16 ans.
Souffrant de la dépression à laquelle elle a été soumise toute sa vie, Smith a été consolée par l'idée de la mort comme une libération. Elle a écrit dans plusieurs poèmes que la mort était "le seul dieu qui doit venir quand il s'appelle". Smith a souffert tout au long de sa vie d'une nervosité aiguë, décrite comme un mélange de timidité et de sensibilité intense.
Smith a fait ses études au Palmers Green High School et au North London Collegiate School. Elle passe le reste de sa vie avec sa tante.
Smith est décédée d'une tumeur au cerveau le 7 mars 1971. Son dernier recueil, Scorpion et autres poèmes, a été publié à titre posthume en 1972 et les Poèmes collectés ont suivi en 1975.

## Œuvres poétiques
- 1937 : This Englishwoman
- 1937 : A Good Time Was Had By All
- 1938 : Tender Only to One
- 1942 : Mother, What Is Man?
- 1950 : Harold's Leap
- 1957 : Not Waving but Drowning
- 1962 : Selected Poems
- 1969 : The Frog Prince
- 1969 : The Best Beast
- 1971 : Two in One
- 1972 : Scorpion and Other Poems
- 1975 : Collected Poems
- 1978 : Selected Poems
- 1988 : New Selected Poems of Stevie Smith

### Romans
- Novel on Yellow Paper (Cape, 1936)
- Over the Frontier (Cape 1938)
- The Holiday (Chapman and Hall, 1949)